# Нор
Нор (на френски: Nord) е департамент в северна Франция, регион О дьо Франс. Граничи с департаментите Ен, Сом и Па дьо Кале на югозапад, с Белгия на североизток и със Северно море на северозапад.
Нор е най-северният департамент на Франция и името му означава „север“. Той е и департаментът с най-голямо население в страната след Париж – 2 603 723 жители по данни от 1 януари 2016 г.. Нор включва територията на Френска Фландрия – части от графствата Фландрия и Ено, присъединени към Франция през 1659, 1668 и 1678. Административен център е град Лил.